# 닐기리담비
닐기리담비(Martes gwatkinsii)는 인도 남부에서 발견되는 담비류의 일종이다. 닐기리 산맥 구릉 지대와 서가츠 산맥의 일부 지역에서 서식한다.

## 특징
닐기리담비는 담비와 겉모습이 비슷하지만, 담비보다 크고 특히 두개골 구조 이마뼈 함몰부가 현저히 다르다. 노랑과 오렌지색의 밝은 목 부위 색깔 위로 검은 색을 띠기 때문에 눈에 잘 띈다. 머리부터 궁둥이까지는 진한 갈색을 띠며, 궁둥이 아래쪽은 거의 불그레한 갈색을 띤다. 몸길이는 55~65cm, 꼬리는 40~45cm 정도이다. 몸무게는 약 2.1kg이다.